# Mermaid (Aldiousの曲)
「Mermaid」（マーメイド）は、Aldiousの2枚目のシングルである。

## 概要
1stアルバム『Deep Exceed』に続き、久武頼正をプロデューサーに迎えている。
特典として、「Mermaid」の楽譜（ヴォーカルとギターのタブ譜）を封入。販売店によって、オリジナル特典も用意された（HMVのアナザージャケットや、ディスクユニオンの超美麗ポスターなど）。

## 収録内容
1. Mermaid
歌詞のコンセプトは「運命を変える」。「Eversince」同様、Ramiが書いた楽曲をYoshiがメタリックにリアレンジしたという[1][2]。
  - 日本テレビ系音楽番組『音龍門』Baby Dragon's Gateテーマソング(4月11日 - 5月9日)
2. Confusion
歌詞のコンセプトは「過ちを犯してしまう力があるなら、生きる力に使ってほしい」。Yoshi曰く、Aldious史上最速の楽曲(2011年4月現在)。
3. Eversince
原曲に近いバラード・バージョン。GalneryusのYUHKIがゲストミュージシャンとして参加。
4. Mermaid (Instrumental)
5. Confusion (Instrumental)

作詞: Rami (#All)
作曲: Yoshi & Rami (#1,4)、Yoshi (#2,5)、Rami (#3)
編曲: Aldious & Yorimasa Hisatake (#1,2,4,5)、Rami , YUHKI & Yorimasa Hisatake (#3)